# Killing Floor 3
Killing Floor 3 ist ein kommendes Survival-Horror-Videospiel, das von Tripwire Interactive entwickelt und veröffentlicht wird. Als Nachfolger von Killing Floor 2 (2016) ist die Veröffentlichung des Spiels für den 24. Juli 2025 geplant – für Windows, PlayStation 5 sowie Xbox Series.

## Spielprinzip
Killing Floor 3 ist ein Ego-Shooter im Survival-Horror-Genre. Das Spiel unterstützt sowohl Einzelspieler- als auch kooperativen Mehrspielermodus für bis zu vier Personen. Die Spieler müssen dabei Wellen von zombieähnlichen, bio-engineerten Kreaturen, den sogenannten „Zeds“, besiegen. Die Anzahl der auftauchenden Gegner passt sich dabei der Teamgröße an.
Das Spiel bietet einen Zentralbereich namens „Stronghold“, in dem die Spieler vor Beginn einer Partie ihren Charakter und den Einsatzort auswählen können. Es gibt sechs verschiedene Spezialisten, von denen jeder über einzigartige Waffen und Spezialfähigkeiten verfügt. Beispielsweise kämpft der Ninja-Spezialist mit einem Schwertpaar und verwendet einen Greifhaken, um sich zu Gegnern hinzuziehen.
Mit zunehmender Anzahl besiegter Zeds können Spieler den „Zed-Time“-Modus auslösen, in dem die Zeit kurzzeitig verlangsamt wird und alle Gegner in der Nähe hervorgehoben werden. Während einer Partie können Spieler außerdem optionale, erzählerische Aufträge erfüllen, die die Hintergrundgeschichte und Welt von Killing Floor erweitern.
Zwischen den Runden können die Spieler Munition und andere Ressourcen auffüllen sowie mithilfe des Multitools Geräte wie Geschütztürme oder Seilrutschen aktivieren. Mit jeder abgeschlossenen Partie lassen sich Waffen mit neuen Modifikationen aufrüsten und neue Fähigkeiten für die Spezialisten freischalten.

## Entwicklung
Tripwire Interactive übernahm die Entwicklung des Spiels. Creative Director Bryan Wynia beschrieb Killing Floor 3 als die „direkte Fortsetzung“ des ersten Spiels. Das Team strebte dabei an, den düsteren, raueren Ton des Originals wieder einzufangen. Trotz seines Science-Fiction-Settings wurde das Spiel so gestaltet, dass es bodenständig wirkt – abgedrehte Waffen oder ausgefallene Gadgets wird es nicht geben.
Die Spielerbewegung wurde komplett überarbeitet: Spieler können nun unter anderem an Vorsprüngen hochklettern, ausweichen und rutschen. Wynia erklärte außerdem, dass das Team die Anzahl der Zeds pro Match reduziert und das Kampftempo verlangsamt habe – im Vergleich zu den Vorgängern. Dafür sei jeder einzelne Gegner, auch die einfacheren, nun gefährlicher, da sie über neue Fähigkeiten und Bewegungsmuster verfügen. Aufgrund der gesteigerten Mobilität sowohl der Spielfiguren als auch der Zeds wurden die Karten mit einem stärkeren Fokus auf vertikales Leveldesign gestaltet.
Das aus dem Vorgänger bekannte M.E.A.T.-System („Massive Evisceration and Trauma“) kehrt in Killing Floor 3 zurück und sorgt für dynamische Gewaltdarstellung und detaillierte Splattereffekte. Laut Wynia wurde das Design der Gegner stark vom Body-Horror-Genre, insbesondere Filmen wie The Thing, inspiriert. Der Gesamtstil des Spiels wurde zusätzlich von Aliens vs. Predator beeinflusst.
Tripwire Interactive kündigte Killing Floor 3 im August 2023 auf der Gamescom an.
Eine geschlossene Mehrspieler-Beta wurde im Januar 2025 veröffentlicht.
Ursprünglich sollte das Spiel am 25. März 2025 für Microsoft Windows, PlayStation 5 und Xbox Series erscheinen, wurde jedoch verschoben, nachdem das Studio im Anschluss an die geschlossene Beta negatives Feedback von Spielern erhielt. Der neue Veröffentlichungszeitraum wurde allgemein auf 2025 festgelegt.
Zum Release wird das Spiel sieben Karten, drei Schwierigkeitsgrade und drei Bosskämpfe bieten – außerdem 30 aufrüstbare Level für jeden Spezialisten.
Der neue Veröffentlichungstermin ist nun der 24. Juli 2025.